# Élection de l'Assemblée constituante cambodgienne de 1946
Les élections de l'Assemblée constituante cambodgienne de 1946 ont permis, le 1er septembre, la mise en place de la première Assemblée nationale du pays.

## Campagne et prémices
Après la seconde Guerre mondiale, la débâcle française de 1940 et les épisodes peu glorieux de la guerre franco-thaïlandaise de 1940 et 1941, puis du coup de force japonais de 1945 imposaient au pouvoir colonial de modifier ses relations avec ses possessions de l’Indochine et de leur accorder un minimum d’autonomie. C’est dans ce contexte que le Cambodge se voit octroyer une constitution et une assemblée dont le rôle reste consultatif.
La première formation à se déclarer fut le Parti libéral, créée par le prince Norodom Norindeth, riche propriétaire terrien. Il voulait améliorer « L’amitié et la compréhension » franco-cambodgienne et visait essentiellement les membres et supporters de la famille royale, les commerçants sino-khmers et les fonctionnaires. Le Parti démocrate, créé en 1946 avait un nombre plus important et varié de fondateurs, allant de Ieu Koeus, un intellectuel réputé de Battambang, à Sim Var, un nationaliste de la première heure, d’anciens religieux et plusieurs personnes issues des familles huppées de Phnom Penh. Son slogan « Utiliser les élites pour servir le Roi et le Peuple » reflétait son but. Le parti pouvait bénéficier également de la personnalité du Prince Sisowath Youtevong, réputé pour son intégrité et très populaire auprès des jeunes Cambodgiens lassés par le népotisme et le clientélisme politique du pouvoir colonial. Un troisième parti, les Démocrates progressistes, créé par le Prince Norodom Montana avait peu d’adhérents. Ses membres étaient des proches du Prince et des hauts fonctionnaires qui ne se reconnaissaient pas dans les deux autres formations. Des trois partis, le Parti démocrate était la seule formation à avoir un programme et une organisation à l’échelle du pays. Des bureaux avaient été ouverts aux niveaux régional et provincial et le parti prenait aussi garde à nommer des candidats bien implantés localement, choisissant souvent d’anciens bonzes ou achards.

## Résultats
Avant les élections, le Premier ministre Sisowath Monireth ne faisait pas confiance aux démocrates et s’associait aux Français, irrités par le volet indépendantiste de leur programme, pour saboter leur campagne électorale. Mais ces tentatives s’avéreront vaines et lors du scrutin, le Parti démocrate rafla près de 75 % des sièges.
|       |                          |        |
| Parti | Parti                    | Sièges |
|       | Parti démocrate          | 50     |
|       | Parti libéral            | 14     |
|       | Sans étiquette           | 3      |
|       | Démocrates progressistes | 0      |
|       |                          |        |
| Total | Total                    | 67     |